# Синклер, Джим
Джим Синклер (англ. Jim Sinclair, род. октябрь 1940) — активист движения за права аутистов, который вместе с коллегами, Кэти Лисснер Грант и Донной Уильямс в 1992 году основал Autism Network International, правозащитную организацию, занимающуюся защитой прав людей с РАС.

## Биография
По словам Синклера, он не разговаривал до 12 лет. Синклер воспитывался как девочка, но на самом деле является интерсекс-человеком, и в 1997 году присоединился к Intersex Society of North America. Синклер писал, что он остаётся открытым и гордо нейтральным как физически, так и социально.
В 1998 году Синклер был аспирантом в Сиракузском университете в Сиракьюсе.
Синклер стал первым человеком, который сформулировал позицию прав аутизма.

## Взгляды
Синклер написал эссе «Не печалься о нас» с позицией о том, что аутизм не нужно лечить. Некоторые считают, что это эссе является пробным камнем для зарождавшегося тогда движения за права аутистов, и упоминалось в The New York Times и New York Magazine.
Синклер также выражает своё разочарование по поводу двойных стандартов, с которыми сталкиваются аутисты, например, когда им говорят, что их настойчивость является «патологической», когда нейротипиков хвалят за их преданность чему-то важному для них.